# Evropská silnice E56
Evropská silnice E56 je evropskou silnicí 1. třídy. Začíná v německém Norimberku a končí v rakouské obci Sattledt. Celá trasa měří 330 kilometrů.

## Trasa
- Německo
  - Norimberk – Neumarkt – Řezno – Straubing – Deggendorf – Pasov

- Rakousko
  - Ried im Innkreis – Wels – Sattledt